# Caenolestes condorensis
Caenolestes condorensis is een zoogdier uit de familie van de opossummuizen (Caenolestidae). De wetenschappelijke naam van de soort werd voor het eerst geldig gepubliceerd door Albuja & Patterson in 1996.

## Voorkomen
De soort is alleen bekend uit de Cordillera del Cóndor in Ecuador.